# Религија у Азербејџану
Азербејџан је претежно муслиманска земља. Већина су присталице шиитског ислама (отприлике 85% ), при чему је мањина (15%) сунитска; разлике нису оштро дефинисане. Већина шиита су следбеници ортодоксне школе Итна Ашари у шиитском исламу. После више деценија совјетске атеистичке политике, верска припадност је у Азербејџану номинална и муслимански идентитет се више заснива на култури и етничкој припадности него на религији. Традиционално, села око Бакуа и региона Ленкорана сматрају се упориштем шиизма. У неким северним регионима, насељеним дагестанским народом, доминантан је сунитски ислам. Народни ислам се широко практикује, али мало је доказа о организованом суфијском покрету.
Религије Азербејџана
Остатак становништва се држи других вера или није религиозан, иако нису званично заступљени. Друге традиционалне религије или веровања која прате многи у земљи су Арменска апостолска црква (у Нагорно-Карабаху), Руска православна црква и разне друге хришћанске деноминације.
Као и све друге постсовјетске државе које су некада биле део Совјетског Савеза, Азербејџан је секуларна држава; члан 48 Устава гарантује слободу богослужења, да грађанин бира било коју веру, или да не практикује било коју религију и да изрази своје виђење религије. Закон Републике Азербејџан (1992) "О слободи вере" осигурава право сваког човека да одреди и изрази своје виђење религије и да изврши ово право. Међутим, закон из 1996. наводи да странци имају слободу савести, али им се ускраћује право да "проводе верску пропаганду", тј. Да проповедају, под претњом новчане казне или депортације. Према ставовима 1-3 члана 18 Устава религија делује одвојено од владе, свака религија је једнака пред законом и забрањена је пропаганда религија, ублажавање људске личности и супротстављање начелима хуманизма. Истовремено, државни систем образовања је такође секуларан.

## Ислам
Донедавно је ислам у Азербејџану био релативно номиналан. Иако се велика већина Азербејџана изјаснила као муслимани, анкете у касном совјетском и раном постсовјетском времену генерално су установиле да мање од четвртине оних који се сматрају муслиманима "имају чак основно разумевање стубова ислама", према истраживачима Емил Соулеиманова и Маје Ехрман. Према истраживању спроведеном 2000. године, мање од 7% испитаника сматрало се "чврстим верницима", док је само 18% признало поштовање намаза (ритуална молитва, један од стубова ислама). Стога, за многе Азербејџане, ислам је тежио ка више етничком и националистичком идентитету него чисто религиозном.
Процењује се да су четири петине муслимана у Азербејџану шијати од дванаесторице. Остатак су сунити који припадају грани Ханафи и насељавају првенствено северне и западне области републике. Народни ислам се широко практикује, али мало је доказа о организованом суфијском покрету.
Након распада Совјетског Савеза све верске организације су се поделиле на делове, док је верска организација муслимана на Западу на челу с ахуном Алахшукуром Пашазадом 1980. године појачала свој рад и покушала ширити свој утицај на цели Кавказ под именом Кавкаска муслиманска група.
Кроз године независности у Азербејџану је ојачано обожавање светиња, а нова света места су постављена заједно са старим.
Односи државне религије регулисани су од стране Државног комитета за рад са верским удружењима Азербејџана, који је успостављен декретом председника Хајдара Алијева 2001. године.
У скорије време, неки млади Азербејџани су све више привучени исламу. Поред тога, неке младе жене у Азербејџану су одлучиле да се обуку у исламску одећу, упркос ризицима као што су забране ношења хиџаба на универзитетима.

## Бахаи вера
Бахаи вера у Азербејџану је прешла сложену историју регионалних промена. Пре 1850. године у [[Нахчиван (република)|Нахчивану су следбеници основали веру претходника бабизма . Почетком 20. века, Бахаи заједница, сада центрирана у Бакуу, бројала је можда 2000 појединаца, а неколико Бахаи локалних духовних скупштина имало је повољну пажњу локалних, регионалних и међународних вођа мисли као и дугогодишњих водећих личности у религији. Међутим, под совјетском владавином Бахаи заједница је скоро угашена иако је одмах поново активирана како је перестројка ослободила контролу над религијама и поново изабрала своју Националну духовну скупштину 1992. Модерно бахијско становништво Азербејџана, са средиштем у Бакуу, је повратило свој врхунац од угњетавања совјетског периода од око 2000 људи а данас имају више од 80% преобраћеника иако је заједница у Начхивану, где је све почело.

## Хришћанство
Хришћанска религија се у Азербејџану почела ширити Кавкаском Албанијом у првим годинама нове ере у време Христових апостола. Хришћанство је представљено православљем, католицизмом и протестантизмом, као и бројним мањинским заједницама у Азербејџану.
Хришћани, за које се процењује да их има између 280,000-450,000 (3,1% -4,8%) , су углавном из руске и грузијске и јерменске цркве. Постоји и мала етничка азербејџанска протестантска заједница, која броји око 5.000, углавном су муслиманског порекла.
Православље је тренутно у Азербејџану заступљено од стране руске и грузијске православне цркве. Руске православне цркве су груписане у Бакуу и Каспијској регији.
Азербејџан има и једанаест молоканских заједница које се односе на старе ритуале православља. Ове заједнице немају цркве; њихове догме су фиксиране у посебној књизи ритуала. Они се противе црквеној хијерархији која има посебну моћ.
Црква Светог Гргура Илуминатора (азербејџански: Müqəddəs Qriqori kilsəsi, јерменски: Սուրբ Գրիգոր Լուսաւորիչի Եկեղեցի) изграђена је 1871. Године 1869, војни гувернер Бакуа Михаил Петрович Колубакин доделио је земљиште за изградњу цркве. Зграду је дизајнирао Карл Гипиус. Први рад Карла Гипиуса био је црква Св. Карла у Талину, а друга Црква Светог Гргура илуминатора у Бакуу. Већи део свог живота посветио је изградњи цркава. Године 1903, у дворишту цркве изграђена је библиотека и школа. Преживела је совјетску државну атеистичку политику двадесетих и тридесетих година прошлог века, када су уништене све осим једне јерменске цркве у Бакуу. 2002. црква је пребачена у Председничку библиотеку, која се налази у близини а сада налази своју архиву.
У Бакуу и околини постоји мала католичка заједница са мање од хиљаду чланова.
Ватикански министар иностраних послова Ђовани Лајоло посетио је Баку 19. маја 2006. Током посете која је трајала до 25. маја, он се састао са председником Илхамом Алијевим и председником Кавкаске канцеларије, шејхом Алахшукуром Пашазадом, да разговарају о везама између Азербејџана и Ватикана.
Ђовани Лајоло је изјавио следеће: "Задовољни смо нивоом пријатељских комуникација између Азербејџана и Ватикана". "Азербејџан је заиста место спајања религија и култура. Ми веома процењујемо толеранцију која постоји овде. И веома смо задовољни интензивним развојем Азербејџана. Ватикан је заинтересован за проширење односа са Азербејџаном, а сврха моје посете Бакуу је у сврси размени мишљења о даљем развоју наших веза.
Католичка црква у Бакуу срушена је у доба Стаљина, али је нова, започета у септембру 2005. године, отворена у лето 2007. године.

## Зороастризам
Историја зороастризма у Азербејџану сеже до првог миленијума пре нове ере. Заједно са другим територијама Персијског царства, Азербејџан је остао претежно зороастријска држава све до арапске инвазије у 7. веку. Име Азербејџан значи "Земља Вечне Ватре" у Средњем Персијском, име за које се каже да има директну везу са Зороастризмом. Данас је религија, култура и традиција зороастризма и даље веома поштована у Азербејџану, а Новруз је и даље главни празник у земљи. Зороастризам је оставио дубок траг у историји Азербејџана. Трагови религије су и даље видљиви у Рамани, Киналију и Ианару Дагу.
Зороастризам у Азербејџану није везан за опстанак древне религије у том подручју, већ за недавни долазак Парси Зороастријанаца који долазе из британске Индије, као што су из Синда и града Пуњаби Мултана у време открића нафте у Бакуу и потреба за стручним радом 1880-их година. Ватрени храм Баку је изграђен за њихову употребу на месту древног храмског огњишта користећи природни гас и уље на земљи.

## Јудаизам
Постоје три одвојене заједнице Јевреја (планински Јевреји, Јевреји Ашкенази и грузијски Јевреји) у Азербејџану, који заједно чине скоро 16.000 људи. Од њих 11.000 су планински Јевреји, са концентрацијом од 6.000 у Бакуу и 4.000 у Куби, 4.300 су ашкенази Јевреји, од којих већина живи у Бакуу и Сумкаиту, а 700 су грузијски Јевреји. Постоје три синагоге у Бакуу и неколико у провинцијама.

## Мултикултурализам у Азербејџану
Постоји више од 20 јавних места за Украјинце, Турке, Татаре, Лакове, Русе, Лезгине, Словене, Грузијце, Курде, Аваре, Европљане и Јевреје, Грузијских Јевреје, Немце и Грке само у Бакуу. Према подацима Државног комитета за рад с верским организацијама Азербејџанске Републике, у Азербејџану постоје 1802 џамије, 5 православних цркава, 1 католичка, 4 грузијских католичких цркава, 6 синагога и друга богомоља. Становништво се састоји од 96% муслимана, 4% хришћана и представника других религија.
Влада гарантује за једнакост права и слободу за свакога, без обзира на расу, националност, веру, језик, пол, порекло, финансијски положај, окупацију, политичко уверење, чланство у политичким странкама, синдикатима и другим јавним организацијама на територији Азербејџана (Члан 25, 44).
Мултинационални, мултикултурни и верски послови државних саветодавних служби Азербејџана су створени у фебруару 2014. године. Алијев је изјавио да се 2016. година назива "Година мултикултурализма" на основу декрета из 2016.

## Слобода религије
Устав Азербејџана предвиђа слободу вероисповести а закон не дозвољава ометање религијских активности уколико не угрожавају јавни ред. Случајеви антисемитизма у Азербејџану су ретки.
Извештај о људским правима у Азербејџану из америчког одељења за 2004. годину забележио је неке случајеве у којима је кршена слобода вероисповести, као што је мешање у џамију Џума због политичког активизма његовог имама. Од свих религиозних организација се тражи да се региструју код владе, а групама као што су баптисти, Јеховини сведоци и чланови Божјих скупштина и даље се ускраћује верска регистрација. Службена веб страница Јеховиних сведока документовала је низ дела верске нетрпељивости коју је извршила азербејџанска влада против чланова Јеховиних сведока.
Као резултат рата у Нагорно-Карабаху, џамије у региону Нагорно-Карабаха су напуштене а јерменске цркве у Азербејџану су такође биле неактивне или оштећене у борбама.
Став владиних власти према исламу је контроверзан. Људи који узгајају браде више него нормално, власти често гледају са сумњом због страха од пропагирања вахабизма. Упркос порицању азербејџанска полиција је изазвала критике од стране адвоката због кршења права током посматрања муслимана.
Међутим, Закон о религији из 2009. захтевао је обавезну поновну регистрацију свих верских група. Огромна већина верских група којима је одобрена поновна регистрација су Муслимани. Стотине других још увек чека да чује од власти повратне информације.